# Erich Przywara
Erich Przywara (12 de octubre de 1889, Katowice, Imperio alemán-28 de septiembre de 1972, Hagen, Alemania Occidental, cerca de Murnau am Staffelsee) fue un teólogo y filósofo alemán, conocido especialmente por sus reflexiones sobre la analogía del ser, y su impacto sobre la teología contemporánea, tanto católica como protestante.   

## Vida
Przywara fue miembro de la Compañía de Jesús. Realizó su noviciado entre 1908 y 1910. Entre 1910 y 1921 hizo los estudios usuales en su orden en el campo de la teología y de la filosofía, con un período de enseñanza de música en la escuela Stella Matutina en Feldkirch. Fue ordenado sacerdote en el año 1920. Entre 1922 y 1941 fue miembro del consejo de redacción de la revista jesuita Stimmen der Zeit en Múnich, hasta que la revista fue cerrada por el régimen nazi. Durante la Segunda Guerra Mundial se limitó al cuidado pastoral de las personas, para posteriormente retirarse a Hagen bei Murnau, donde escribió el resto de su obra. Fue amigo personal de Edith Stein (Santa Teresa Benedicta de la Cruz), filósofa y teóloga, judía convertida al catolicismo y carmelita descalza, muerta en el campo de concentración de Auschwitz el 9 de agosto de 1942.
Przywara fue influido por el pensamiento de Agustín de Hipona, Tomás de Aquino, John Henry Newman, y la fenomenología de los pensadores Edmund Husserl y Max Scheler.

## Pensamiento
El pensamiento de Przywara está centrado en el problema de Dios, al que piensa como misterio y polaridad. Dios está cercano al ser humano, pero al mismo tiempo es un misterio transcendente. Su obra más importante fue Analogia Entis, que explora las relaciones entre el ser de Dios y el ser de las criaturas. La analogía del ser subraya en la línea del Concilio de Letrán IV, que cuanta mayor es la semejanza entre el Creador y las criaturas, mayor es su desemejanza.
Sus posiciones sobre la analogía fueron rechazadas por el teólogo protestante Karl Barth, quien subraya que a Dios solamente se le puede conocer verdaderamente en el acto de su revelación.

## Obra

### Algunas publicaciones
- Gottgeheimnis der Welt. Drei Vorträge über die geistige Krisis der Gegenwart, Múnich, 1923
- Religionsphilosophie katholischer Theologie. In: Handbuch der Philosophie. Ed. v. A. Baeumler u. M. Schröter, Abteilung II, p. 1-104. 1927
- Ringen der Gegenwart, 2 v. 1929.
- O großer König, Jesu Christ; in einigen Diözesen bekanntes Kirchenlied (z. B. Osnabrück GL 931); 1931.
- Analogia entis 1932
- Heroisch; Paderborn/Viena/Zúrich, 1936
- Thomas von Aquin, Ignatius von Loyola, Friedrich Nietzsche (enlace roto disponible en Internet Archive; véase el historial, la primera versión y la última).. In: Zeitschrift für Aszese und Mystik 11 (1936), 257-295.
- Alter und Neuer Bund. Theologie der Stunde; Viena y Múnich, 1956.